# Linde plc
Linde plc — міжнародна компанія в галузі промислових газів та інжиніринга. Компанія заснована у 1879 р. та є акціонерним товариством. 
Компанія Лінде зазнала суттєвих змін, коли у вересні 2006 р. придбала британську компанію-конкурента The BOC Group. Після злиття Лінде стає найбільшим у світі постачальником промислових газів, якому належить 21 % світового ринку.
Компанія Linde plc була утворена в результаті злиття у 2018 році німецької компанії Linde AG (заснованої в 1879 році) та американської Praxair (заснованої в 1907 році як Linde Air Products Company). Утворена холдингова компанія була зареєстрована в Ірландії, з головними виконавчими офісами у Вокінгу, Велика Британія.
Станом на червень 2025 Linde посідає 486-те місце у списку Fortune Global 500 та 177-ме місце у списку Forbes Global 2000.

## Діяльність компанії
Діяльність компанії сьогодні зосереджена у двох головних областях: газовий бізнес (промислові медичні гази) та інжиніринг. В галузі промислових газів компанія виробляє продукцію під відомими брендами включаючи Linde, AGA, BOC, Afrox та PanGas. В галузі медичних газів компанія відома під іменами Linde Gas Therapeutics, AGA Medical, INO Therapeutics, Linde Homecare, Farmadomo та Life Gas.
- Лінде Газ є постачальником широкого спектра промислових газів (повітряних газів, ацетилену, харчових та зварювальних сумішей, лабораторних газів та ін.), медичних газів та хімікалій. Гази можуть постачатися у балонах під високим тиском, у скрапленій формі у кріогенних цистернах та трубопроводами.
- Лінде Інжинірінг проектує та будує великі хімічні заводи для виробництва промислових газів, таких як кисень, азот, аргон, водень та інші.

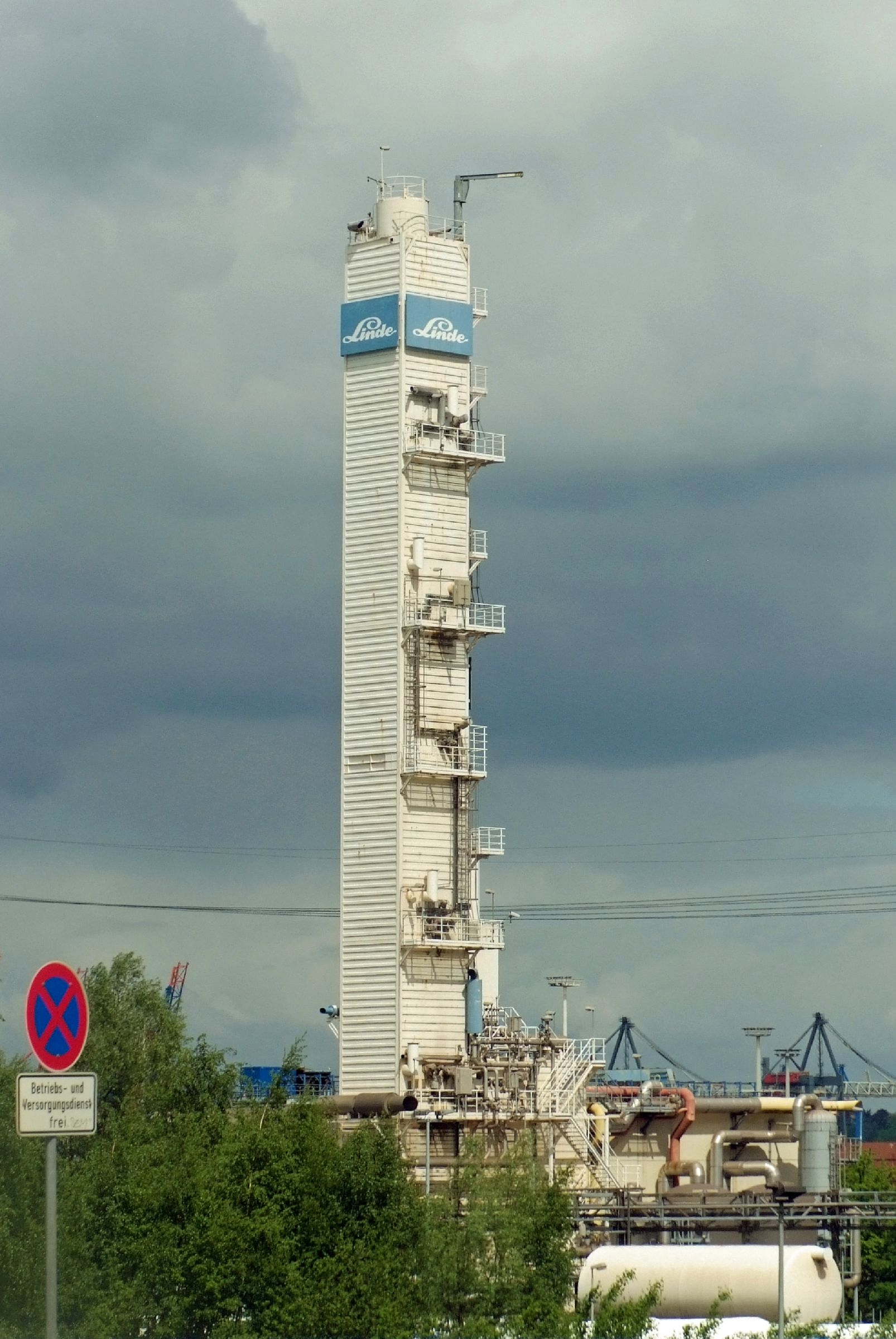
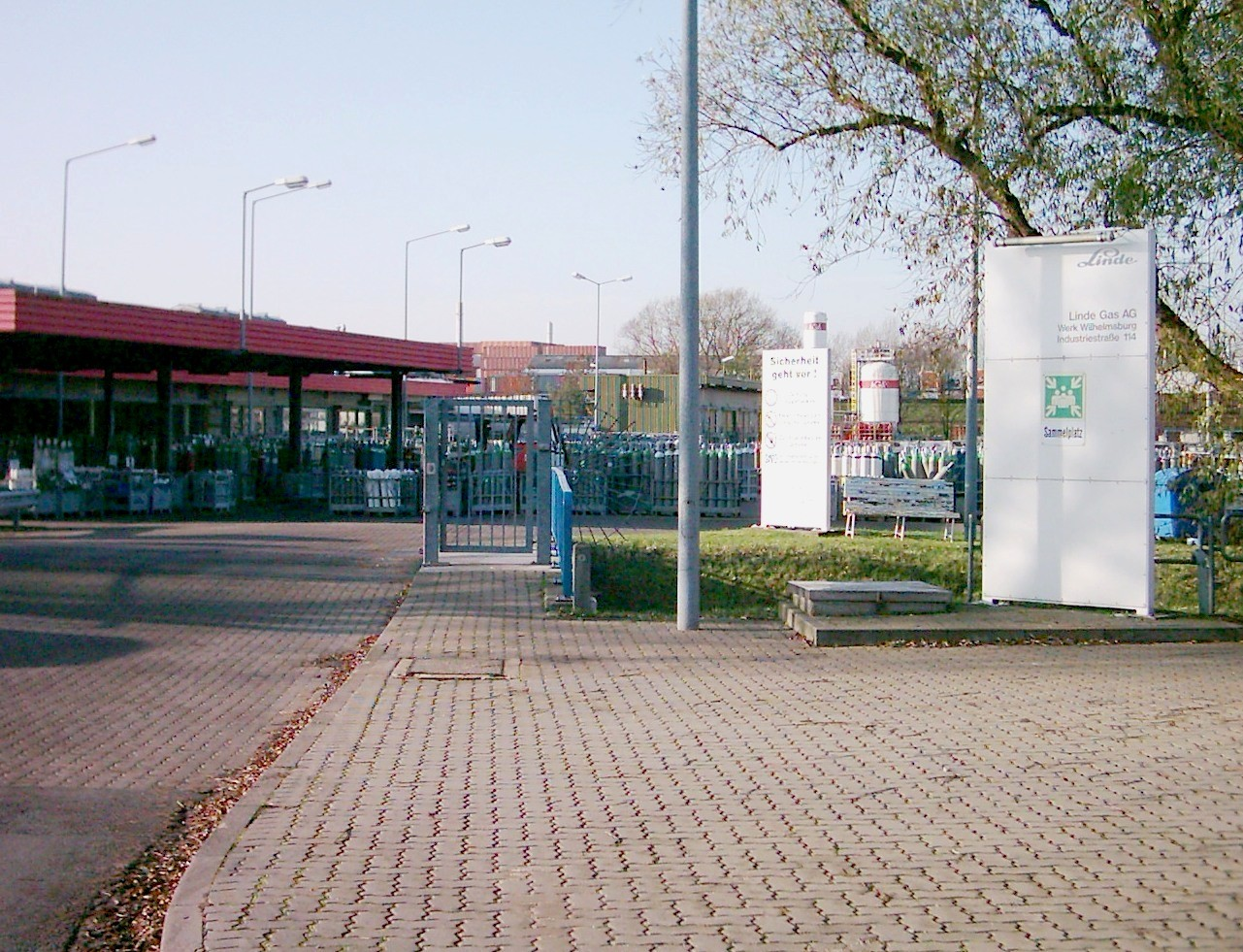
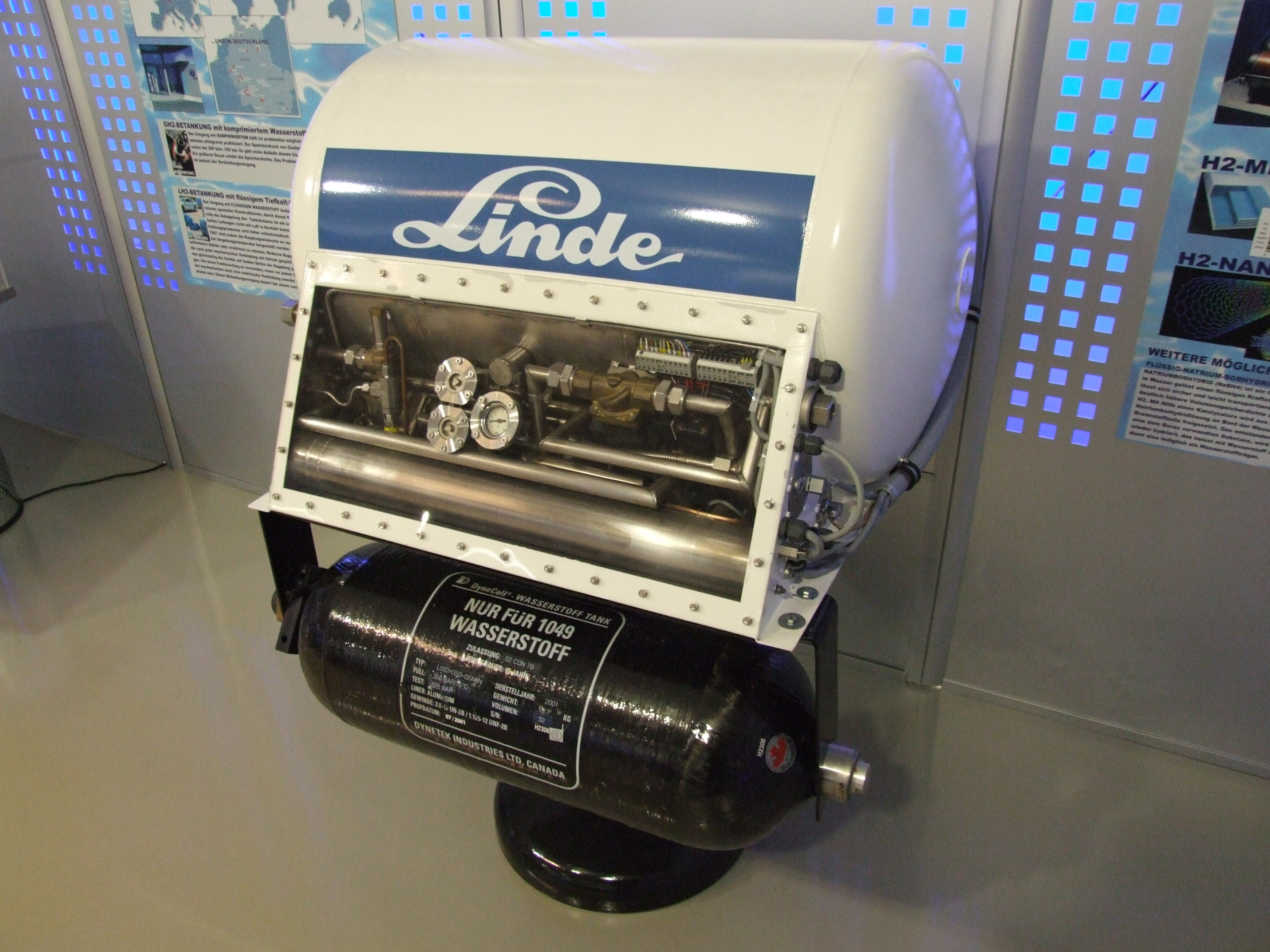
Сосуд для рідкого водню Лінде, Музей Autovision, Альтлусхайм
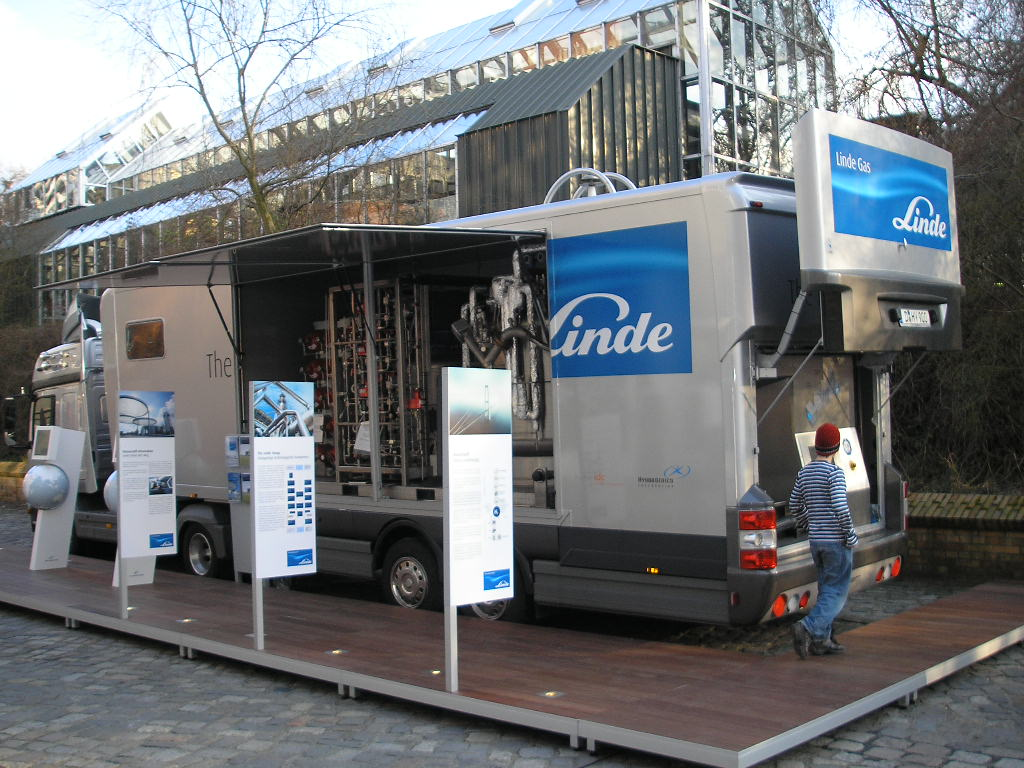
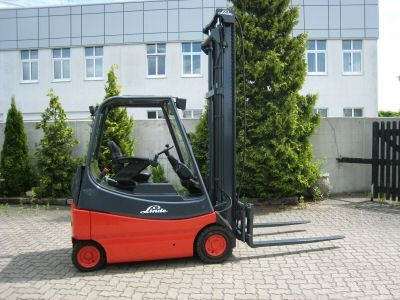
Linde E20

## Історія
Компанія заснована 21 червня 1879, професором, доктором Карлом фон Лінде з метою розробки холодильного обладнання для харчової промисловості. Досягнувши успіху в цій сфері, Лінде зайнявся низькотемпературними системами, отримавши в 1895 патент на метод скраплення повітря, та розробив необхідне для цього обладнання. Один з перших великомасштабних заводів з кріогенного розділення повітря був збудований у Хольрігелькройті, поблизу Мюнхена, у 1903.
Компанія Лінде має складну історію придбань, поглинань та розділень. У 2000 році Лінде придбала компанію AGA AB зі Швеції. У 2004 частина первісного бізнесу Лінде — виробництво холодильного устаткування — було продане корпорації Carrier Corporation з США. У 2006 р. Лінде придбала британського конкурента The BOC Group за €11.7 billion. В рамках стратегії, направленої на концентрацію діяльності компанії навколо газового бізнесу, у 2006 році було відокремлено та продано виробництво навантажувачів, а у 2007 році був проданий напівпровідниковий бізнес BOC Edwards.

## Лінде в Україні
Головний офіс українського підрозділу компанії Лінде — Лінде Газ Україна знаходиться у Дніпрі, де компанії належить виробництво повітряних газів та ацетілену. У Києві компанії Лінде належить Київський завод вуглекислоти.